# Pissoir in der Bahnhofstraße

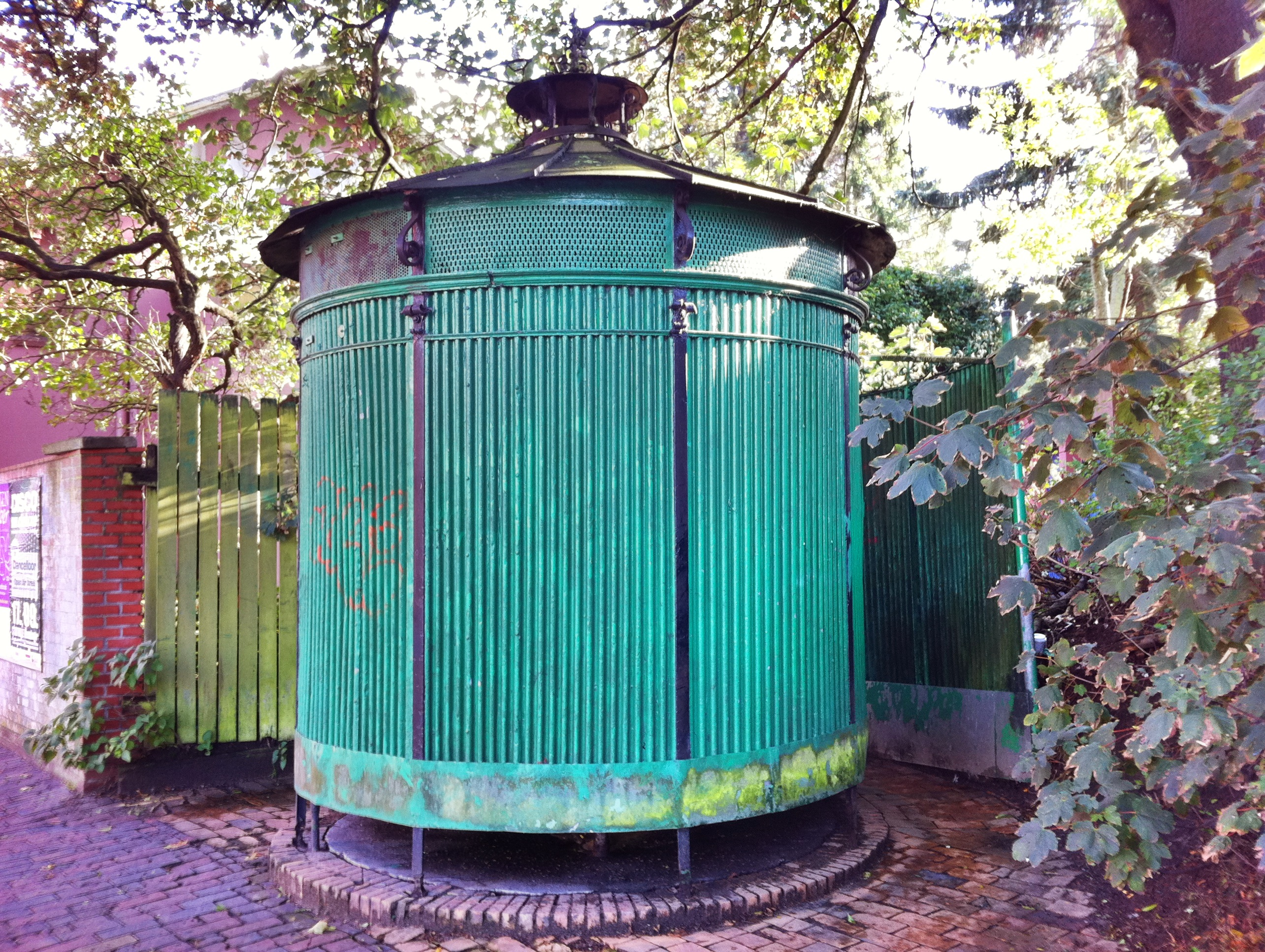
Das Pissoir in der Bahnhofstraße

Das Pissoir in der Bahnhofstraße in Neumünster ist eine öffentliche Herrentoilette, die im 19. Jahrhundert im Zusammenhang mit dem Bau der gegenüberliegenden katholischen Kirche St. Maria-St. Vicelin aufgestellt wurde.

## Beschreibung
Es handelt sich um eine industriell gefertigte, aus Gusseisen und Wellblech bestehende Rotunde mit einem kegelförmigen Dach, an dessen Spitze sich eine Laterne befindet. Früher fanden sich mehrere derartige Toilettengebäude in Neumünster. Heute ist jedoch nur noch das Pissoir in der Bahnhofstraße erhalten. 2007 wurde es unter Denkmalschutz gestellt. 2012 wurde das Pissoir wegen Sanierungsbedarfs gesperrt. Im folgenden Jahr sollte die Rotunde für rund 60.000 Euro restauriert werden. Die Stadt Neumünster stellte bei der Planung jedoch fest, dass nach wie vor die Deutsche Bahn Eigentümerin des Pissoirs ist. Während die Stadt Neumünster das Gebäude mit dem Grundstück kaufen möchte, um es an seinem historischen Platz zu belassen, plant die Bahn, das Grundstück bei der anstehenden Sanierung der benachbarten Eisenbahnbrücke als Baustellenfläche zu nutzen.